# 15729 Yumikoitahana
15729 Yumikoitahana è un asteroide della fascia principale. Scoperto nel 1990, presenta un'orbita caratterizzata da un semiasse maggiore pari a 2,2850453 UA e da un'eccentricità di 0,1692333, inclinata di 3,20629° rispetto all'eclittica.